# 棗強県
棗強県（そうきょう-けん）は中華人民共和国河北省衡水市に位置する県。

## 歴史
前漢により設置され、県治は旧県村に置かれた。後漢により廃止されたが三国時代に再設置、南北朝時代には北魏により415年（神瑞2年）に広川県に編入されたが、498年（太和22年）に再設置、宋代には1068年（熙寧元年）に信都県に編入されたが、1078年（熙寧10年）に再設置された。金朝が成立すると天会年間に県治が現在地に遷されている。
1958年に廃止となり衡水県に編入されたが、1962年に再設置され現在に至る。

## 行政区画
- 鎮:棗強鎮、恩察鎮、大営鎮、嘉会鎮、馬屯鎮、肖張鎮、張秀屯鎮、新屯鎮、唐林鎮
- 郷:王均郷、王常郷

## 出身者
- 李景林 - 中華民国の軍人。奉天派。後に南京中央国術館副館長。
- 栄臻 - 中華民国の軍人。奉天派。満州事変時における張学良配下の参謀長。